# Curitiba Challenger 1981
Il Curitiba Challenger 1981 è stato un torneo di tennis facente parte della categoria ATP Challenger Series nell'ambito dell'ATP Challenger Series 1981. Il torneo si è giocato a Curitiba in Brasile dal 13 al  aprile 1981 su campi in terra rossa.

## Vincitori

### Singolare
Carlos Kirmayr ha battuto in finale  Alejandro Ganzábal con il punteggio di 6–1, 6–1

### Doppio
Carlos Kirmayr /  Cássio Motta hanno battuto in finale  Jose Luis Damiani /  Thomaz Koch con il punteggio di 7–6, 6–4